# Adela Normanska
Sveta Adela Normanska (eng. Adela of Normandy, francuski Adèle de Normandie), znana i kao Adela Engleska ili Adela Blojiška (o. 1067. — 8. ožujka 1137.), bila je engleska princeza i blojiška grofica te majka kralja Stjepana.
Adela je bila kći kralja Engleske Vilima I. Osvajača i kraljice Matilde Flandrijske (kći grofa Balduina V.) te najdraža sestra kralja Henrika I. Znala je latinski te je bila religiozna.
Udala se za Stjepana, grofa Bloisa te je tako postala grofica. 
Adelina djeca:
- Vilim, grof Sullyja
- Teobald II., šampanjski grof
- Odo
- Adela
- Stjepan, engleski kralj
- Lucija Matilda
- Agneza
- Alisa
- Henrik Bloiski
- Eleonora Šampanjska